# 格雷舍姆維爾 (喬治亞州)
格雷舍姆維爾（英語：Greshamville）是位於美國喬治亞州格林縣（Greene County）的一個非建制地區。該地的面積和人口皆未知。

## 地理
格雷舍姆維爾的座標為33°37′35″N 83°19′26″W / 33.62639°N 83.32389°W，而該地的平均海拔高度為190米（即623英尺）。